# Eukalyptol
Eukalyptol (známý také jako cineol) je organická sloučenina patřící mezi cyklické ethery a monoterpenoidy. Za běžných podmínek se jedná o bezbarvou kapalinu vyskytující se v přírodě. Eukalyptol je znám pod širokou škálou synonym, například jako 1,8-cineol, cineol, limonenoxid, kajeputol, 1,8-epoxy-p-menthan nebo 1,8-oxido-p-menthan.
V roce 1870 F. S. Cloez identifikoval eukalyptol jako dominantní složku oleje rostliny Eucalyptus globulus a přisoudil mu toto jméno. S eukalyptolem by neměl být zaměňován eukalyptový olej, obecný souhrnný název pro oleje rostlin rodu Eucalyptus.

## Výskyt
Eukalyptol tvoří až 90 % esenciálního oleje některých druhů eukalyptového oleje, což mu dalo jeho název. Je však obsažen také v kafrovníku lékařském, bobkovém listu, kajeputu střídavolistém, pelyňku černobýlu, bazalce pravé, rozmarýně lékařské, šalvěji lékařské a v listech dalších aromatických rostlin. Frakční destilací eukalyptového oleje lze získat eukalyptol o čistotě 99,6 až 99,8 %.

## Vlastnosti
Eukalyptol má svěží kafrovou vůni a kořennou, chladivou chuť. Je nerozpustný ve vodě, lze ho však mísit s etherem, ethanolem a chloroformem. Teplota varu je 176 °C, teplota vzplanutí 49 °C. Eukalyptol tvoří krystalické addukty s halogenkyselinami, o-kresolem, resorcinolem a kyselinou fosforečnou. Tvorba těchto adduktů je užitečná pro čištění.

## Použití
Díky příjemné vůni a chuti má mnohá použití jako ochucovadlo v léčivech (sirupy proti kašli), obecně jako aroma (žvýkačky), přidává se i do parfémů, mýdel nebo šampónů, prostředků ústní hygieny (zubní pasty, kloktadla) apod. Eukalyptol se používá jako insekticid a repelent. Nicméně je velice přitažlivý pro samečky některých druhů včel, které jsou za pomocí eukalyptolu lákány do pastí pro vědecké studie.

## Bezpečnost
Přestože se eukalyptol v malých dávkách používá k ochucování a jako součást léčiv, ve větších dávkách je toxický. Už jeden mililitr eukalyptolu může způsobit přechodné kóma. Ve vyšších dávkách je eukalyptol nebezpečný při požití, styku s kůží i při vdechování par. Působí na dýchací a nervový systém. Častými příznaky předávkování je zvracení, chřipkové symptomy, svalová slabost, apatie. Akutní orální smrtelná dávka LD50 pro potkany je 2 480 mg/kg. Eukalyptol je klasifikován jako toxický pro reprodukci.